# Gueneria similaria
Gueneria similaria är en fjärilsart som beskrevs av Walker 1860. Gueneria similaria ingår i släktet Gueneria och familjen mätare. Inga underarter finns listade i Catalogue of Life.